# Baltikum
Baltikum (også kendt som De baltiske stater eller baltiske lande) er en geografisk region øst for Østersøen. I dag betyder det landene Estland, Letland og Litauen.
Mens de oprindelige befolkninger i Letland og Litauen er kendt som baltere eller baltiske folk med baltiske sprog, er befolkningerne i Estland og Finland østersøfinsk folk med østersøfinske sprog. I geopolitisk betydning betragtes Estland dog fortsat som et baltisk land. Historisk medregnes ofte det daværende Østpreussen med hovedstaden Königsberg (nu Kaliningrad) til Baltikum.
En anden baltisk identitet, tyskbalterne, begyndte at udvikle sig i løbet af middelalderen efter De liviske korstog. Omkring 1840 anvendte den tyske adel i guvernementet Livland betegnelsen "baltere" om sig selv. De tyske adelige talte en særlig tysk dialekt, baltisk-tysk, der betragtedes som baltisk sprog frem til 1919.
Efter de baltiske landes uafhængighed fra Rusland i 1918 blev de også – sammen med Finland og Polen - betegnet som "randstaterne".